# 1987 en sport automobile

## Les faits marquants de l'année1987enSport automobile
- Nelson Piquet remporte le Championnat du monde de Formule 1 au volant d'une Williams-Honda.
- Arrêt total et définitif de la catégorie FIA Groupe B

## Par mois

### Avril
- 12 avril (Formule 1) : Grand Prix automobile du Brésil.

### Mai
- 3 mai (Formule 1) : Grand Prix automobile de Saint-Marin.
- 17 mai : en remportant le GP de Belgique, Alain Prost remporte la 27e victoire de sa carrière, égalant le record du nombre de victoires en Grand Prix, détenu depuis 1973 par Jackie Stewart.
- 31 mai (Formule 1) : Grand Prix automobile de Monaco.

### Juin
- 13 juin : départ de la cinquante-cinquième édition des 24 Heures du Mans.
- 21 juin (Formule 1) : Grand Prix automobile de Détroit.

### Juillet
- 5 juillet (Formule 1) : victoire du britannique Nigel Mansell sur une Williams-Honda au Grand Prix automobile de France.
- 12 juillet (Formule 1) : Grand Prix de Grande-Bretagne.
- 26 juillet (Formule 1) : Grand Prix automobile d'Allemagne.

### Août
- 9 août (Formule 1) : Grand Prix automobile de Hongrie.
- 16 août (Formule 1) : Grand Prix automobile d'Autriche.

### Septembre
- 6 septembre (Formule 1) : Grand Prix automobile d'Italie.
- 20 septembre (Formule 1) : Grand Prix automobile du Portugal. Alain Prost remporte son 28e Grand Prix ce qui fait de lui le nouveau recordman des victoires en Formule 1.
- 27 septembre (Formule 1) : Grand Prix automobile d'Espagne.

### Octobre
- 18 octobre (Formule 1) : Grand Prix automobile du Mexique.

### Novembre
- 1er novembre (Formule 1) : Grand Prix automobile du Japon.
- 15 novembre (Formule 1) : Grand Prix automobile d'Australie.

## Naissances
- 12 janvier : Edoardo Mortara, pilote automobile italo-suisse.
- 24 janvier : Davide Valsecchi, pilote automobile italien.
- 18 février : Michela Cerruti, pilote automobile italienne.
- 13 mars : Marco Andretti, pilote automobile américain.
- 3 avril : Gary Hirsch, pilote automobile suisse.
- 4 avril : Francesco Castellacci, pilote automobile italien.
- 7 avril : Gary Chaynes, pilote de rallyes franco-ivoirien.
- 29 juin : Hamad Al Fardan, pilote automobile bahreïnien.
- 3 juillet : Sebastian Vettel, pilote automobile allemand.
- 4 août : James Jakes, pilote automobile anglais.
- 26 septembre : Christopher Haase, pilote automobile allemand.
- 5 octobre : Javier Villa, pilote automobile espagnol.
- 27 octobre : Natacha Gachnang, pilote automobile suisse.
- 31 octobre : Jean-Karl Vernay, pilote automobile français.
- 8 novembre : Greg Mansell, pilote automobile britannique.
- 17 décembre : Fabrizio Crestani, pilote automobile italien.
- 6 décembre : Haralds Šlēgelmilhs, pilote automobile letton.
- 25 décembre : Ma Qing Hua, pilote automobile chinois.

## Décès
- 11 avril : Rudolf Krause, 80 ans, pilote automobile allemand de Formule 2 et de rallye.
- 23 août : Didier Pironi, 35 ans, pilote automobile français de Formule 1. (° 26 mars 1952).
- 21 septembre : Edgar Berney, pilote automobile suisse. (° 6 mai 1937).